# Championnats du monde féminins de vélo trial 20 pouces
Pour les articles homonymes, voir Trial (homonymie).
Le Championnat du monde de vélo trial 20 pouces féminin est une des épreuves au programme des championnats du monde de cyclisme urbain. Elle est organisée depuis les championnats de 2001. Entre 2000 et 2015, le trial est intégré au programme des Championnats du monde de VTT et de trial. Depuis 2017, les championnats du monde de vélo trial ont lieu lors des championnats du monde de cyclisme urbain.

## Palmarès élites[1]
| Lieu                     | Or                 | Argent                    | Bronze              |
| ------------------------ | ------------------ | ------------------------- | ------------------- |
| 2001 Vail                | Karin Moor         | Floriane Combé            | Céline Warther      |
| 2002 Kaprun              | Karin Moor         | Lucie Miramond            | Floriane Combé      |
| 2003 Lugano              | Karin Moor         | Ann-Christin Bettenhausen | Lucie Miramond      |
| 2004 Les Gets            | Karin Moor         | Ann-Christin Bettenhausen | Mireia Abant Condal |
| 2005 Livigno             | Karin Moor         | Ann-Christin Bettenhausen | Mireia Abant Condal |
| 2006 Rotorua             | Karin Moor         | Mireia Abant Condal       | Gemma Abant Condal  |
| 2007 Fort William        | Karin Moor         | Gemma Abant Condal        | Mireia Abant Condal |
| 2008 Val di Sole         | Gemma Abant Condal | Karin Moor                | Julie Pesenti       |
| 2009 Canberra            | Karin Moor         | Julie Pesenti             | Gemma Abant Condal  |
| 2010 Mont Sainte-Anne    | Gemma Abant Condal | Karin Moor                | Tatiana Janíčková   |
| 2011 Champéry            | Karin Moor         | Gemma Abant Condal        | Mireia Abant Condal |
| 2012 Saalfelden Leogang  | Gemma Abant Condal | Andrea Wesp               | Tatiana Janíčková   |
| 2013 Pietermaritzburg    | Tatiana Janíčková  | Gemma Abant Condal        | Janine Jungfels     |
| 2014 Lillehammer-Hafjell | Tatiana Janíčková  | Nina Reichenbach          | Gemma Abant Condal  |
| 2015 Vallnord            | Janine Jungfels    | Tatiana Janíčková         | Nina Reichenbach    |
| 2016 Val di Sole         | Nina Reichenbach   | Janine Jungfels           | Perrine Devahive    |
| 2017 Chengdu             | Nina Reichenbach   | Nadine Kåmark             | Irene Caminos       |
| 2018 Chengdu             | Nina Reichenbach   | Manon Basseville          | Janine Jungfels     |
| 2019 Chengdu             | Nina Reichenbach   | Vera Barón                | Manon Basseville    |
| 2020                     | Non disputé        | Non disputé               | Non disputé         |
| 2021 Vic                 | Vera Barón         | Nina Reichenbach          | Manon Basseville    |
| 2022 Abou Dabi           | Nina Reichenbach   | Vera Barón                | Hilda Andersson     |
| 2023 Glasgow             | Nina Reichenbach   | Vera Barón                | Alba Riera          |
| 2024 Abou Dabi           | Alba Riera         | Vera Barón                | Nina Reichenbach    |